# Wołcza Dolna
Wołcza Dolna (ukr. Нижня Вовча) – wieś w rejonie samborskim (wcześniej w rejonie starosamborskim)obwodu lwowskiego Ukrainy. Wieś liczy około 523 mieszkańców. Podlega błozewskiej silskiej radzie.
Szlachecka wieś prywatna Wolcza własność Herburtów położona była na przełomie XVI i XVII wieku w powiecie przemyskim ziemi przemyskiej województwa ruskiego. Wieś będąca własnością Mikołaja Daniłowicza, została spustoszona w czasie najazdu tatarskiego w 1672 roku. W 1846 we wsi urodził się Aital Witoszyński.
W 1921 r. liczyła około 907 mieszkańców. W II Rzeczypospolitej wieś należała najpierw do powiatu starosamborskiego, a od 1934 r. do powiatu dobromilskiego województwa lwowskiego. W 1943 r.  nacjonaliści ukraińscy z OUN-UPA zamordowali tutaj 6 Polaków. 

## Ważniejsze obiekty
- Cerkiew greckokatolicka